# Gary Robertson
Gary David Robertson (* 12. dubna 1950, Oamaru, Nový Zéland) je bývalý novozélandský veslař. Na Letních olympijských hrách 1972 v Mnichově se stal na osmě olympijským vítězem.